# Powiat Toruński
Der Powiat Toruński ist ein Powiat (Kreis) in der polnischen Woiwodschaft Kujawien-Pommern. Der Powiat hat eine Fläche von 1229,71 km², auf der etwa 105.000 Einwohner leben.

## Gemeinden
Der Powiat umfasst neun Gemeinden, davon eine Stadtgemeinde und acht Landgemeinden.

### Stadtgemeinde
- Chełmża (Culmsee)

### Landgemeinde
- Chełmża (Culmsee)
- Czernikowo (Czernikowo)
- Lubicz (Nieder Leibitsch)
- Łubianka (Luben)
- Łysomice (Lissomitz)
- Obrowo (Obrau)
- Wielka Nieszawka (Groß Nessau)
- Zławieś Wielka (Groß Bösendorf).